# Madama Doré/C'est la vie
Madama Doré/C'est la vie è il primo singolo del cantautore italiano Fred Buscaglione e i suoi Asternovas, pubblicato nel 1951.

## Il disco
Al suo debutto, Buscaglione è solo interprete e non ancora autore. Il brano sul lato B, C'est la vie, verrà reinciso due anni dopo da Carla Boni.

## Tracce
Lato A
1. Madama Doré' (testo: Mario Mariotti – musica: Giovanni Sussain)

Lato B
1. C'est la vie (testo: Ivar Pasina – musica: Gigi Cichellero; edizioni musicali Ariston)

## Formazione
- Fred Buscaglione - voce in C'est la vie
- Gli Asternovas - orchestra

### Altri musicisti
- Fatima Robin's - voce